# Glucosamin
Glucosamin er et aminosukker og en fremtrædende forløber i den biokemiske syntese af glycosylerede proteiner og lipider. Glucosamin er en del af strukturen af polysacchariderne, chitosan og chitin. Glucosamin er en af de mest almindelige monosaccharider.
| Kemi | Spire Denne artikel om kemi er en spire som bør udbygges. Du er velkommen til at hjælpe Wikipedia ved at udvide den. |